# Ikuma spiculosa
Espèce
Synonymes
- Palpimanus spiculosus Lawrence, 1927
- Ikuma squamata Lawrence, 1938

Ikuma spiculosa est une espèce d'araignées aranéomorphes de la famille des Palpimanidae.

## Distribution
Cette espèce est endémique de Namibie. Elle se rencontre dans la région Oshikoto.

## Description
La femelle juvénile holotype mesure 3,6 mm.
La femelle subadulte décrite par Lawrence en 1938 mesure 5,5 mm.

## Systématique et taxinomie
Cette espèce a été décrite sous le protonyme Palpimanus spiculosus par Lawrence en 1927. Elle est placée dans le genre Ikuma par Lawrence en 1938.
Ikuma squamata a été placée en synonymie par Zonstein et Marusik en 2022.

## Publication originale
- Lawrence, 1927 : « Contributions to a knowledge of the fauna of South-West Africa V. Arachnida. » Annals of the South African Museum, vol. 25, no 1, p. 1-75 (texte intégral).